# Андрю Джаксън
Андрю Джаксън (15 март 1767 – 8 юни 1845) е седмият (1829 – 1837) президент на САЩ. Прякорът на Джаксън е Стария орех (Стария пекан), но също е известен и като Острия нож. Той е първият президент, който е живял в американските гранични райони. Джаксън се превръща в символ на цяла ера в американската история, понякога наричана „Годините на Джаксън“ или „Джаксъновата ера“, ера която доминира от британско-американската война от 1812 година до Гражданската война.

## Ранни години
Родителите на Джаксън пристигат в Америка през 1765 година от Ълстър. Джаксън е роден в селище, разположено в гористия район на областта Уаксхоуз в Каролините на 15 март 1767 година. Както Северна Каролина, така и Южна Каролина претендират, че са неговото родно място, самият Джаксън винаги е твърдял, че е роден в Южна Каролина. Той получава спорадично обучение. На тринайсет години участва във Войната за независимост, като се присъединява към Континенталната армия като куриер. Заловен е и е хвърлен в затвора от британските сили. Джаксън е първият президент, ветеран от тази война и е единственият президент на САЩ, който е бил военнопленник. Цялото семейство на Джаксън загива във войната.
По време на революцията, след като е пленен от британците при Чарлстън, той е отведен като затворник в Камде, където едва не умира от глад. Когато Джаксън отказва да изчисти обувките на британски офицер, това предизвиква огромното му раздразнение и той многократно удря Джаксън със сабята си, като му оставя белези за цял живот, а заедно с тях и силна омраза към британците. Като допълнение двамата му братя и майка му – цялото семейство – умират вследствие на трудностите по време на войната, като вината за това той вижда в Британия. Тази негова англофобия е примесена с дълбока подозрителност към аристократите от Изтока, за които смята, че са отдадени прекалено много на желанието си да се възхищават и съревновават със своите бивши колониални господари. Джаксън се възхищава на Наполеон Бонапарт и на неговото желание да прекрати английското военно господство.

## Адвокат и плантатор
Джаксън се преселва в Тенеси и макар че е прочел едва няколко учебника по право, това се оказва достатъчно, за да стане адвокат в граничните територии. Тъй като не произлиза от влиятелно семейство, той трябва да разчита единствено на своите качества, за да изгради кариера, но скоро започва да печели уважение и просперитет от трудното практикуване на право в граничните райони. Повечето казуси са свързани с правото на собственост върху земя или с нападения и причиняване на телесни повреди. Поведението му в съдебната зала е изцяло съобразено с нравите по това време – през 1795 година участва в дуел с друг адвокат поради спор, възникнал в съда. В политиката влиза в 1796 година, когото става конгресмен, а по-късно и сенатор на новосъздадения щат Тенеси. В 1798 година е назначен за съдия във Върховния съд на Тенеси.
През 1801 година се установява в Нашвил, Тенеси, където основава масонска ложа. Той успява и на други поприща като плантатор, робовладелец и търговец. Построява къща и първият смесен магазин в Галатин, Тенеси през 1803 г. На следващата година закупува плантацията Хермитидж от 640 акра близо до Нашвил, Тенеси. По-късно разширява земите си и плантацията достига до 1050 акра. Основната отглеждана култура е памук и за нея се грижат роби – Джаксън започва с девет, към 1820 притежава 20, а по-късно броят им достига 150, което го поставя сред плантаторския елит. Към момента на смъртта му е съсобственик заедно със сина си на друга плантация в Мисисипи с 51 роби. Общо през целия си живот Джаксон може би е бил собственик на около 300 роби.

## Военна кариера
През 1801 година полковник Джаксън става главнокомандващ на милицията на Тенеси, което може да се счита за начало на военната му кариера.
През март 1812, в навечерието на войната с Великобритания Джаксън издава призив за бойна готовност към около 50 000 доброволци. При обявяването на войната през юни 1812, Джаксън заявява готовност да служи с войските си на САЩ. Правителството се бави с отговора, но в крайна сметка го праща да воюва с индианците крийк на южната граница, които са съюзници с англичаните. Във военна кампания, продължила около пет месеца през 1813 – 14, Джаксън сломява противника, като решителната му победа е при Хорсшор Бенд в Алабама. Тази победа го прави военен герой на американския Запад.
През август 1814 армията на Джаксън се придвижва на юг с необявена цел да атакува испанския форт в Пенсакола. Това би представлявало крачка напред към завоюването на Флорида, тогава испанско владение. Оправданието за този смел ход е, че Испания и Великобритания са съюзници във войните в Европа. След като научава, че в Пенсакола пристигат английски подкрепления, Джаксън завзема града на 7 ноември и принуждава англичаните да отстъпят към Луизиана по море.
Армията на Джаксън продължава да настъпва по суша към Ню Орлеанс, където пристига в началото на декември. Обсадата на града завършва на 8 януари 1815 с решителна победа на американците. По време на битката той се сражава с 12 000 от най-добрите британски войници, водени от брата на херцог Уелингтън, като от своя страна има двойно по-малка сила. Британците губят 2600 души, а Джаксън – осем убити и тринадесет ранени. Новината за победата достига Вашингтон, където бойният дух е в най-ниската си точка. След като пристига и вестта за договора от Гент, сключен между САЩ и Великобритания на 24 декември 1814 г. столицата избухва във възторг и голяма част от почестите отива и към Джаксон, който става национален герой.
Неговата служба е забележителна със своята смелост и успех. Джаксън е стриктен офицер, но се ползва с широка популярност сред своите войници, които казвали за него, че е „твърд като стар орех“ (Old Hickory), откъдето идва и неговият прякор. Войната и преди всичко неговото командване в битката при Ню Орлеанс му носят национално признание и той е повишен в генерал-майор, командир на южния военен окръг.
След края на войната Джаксън се оттегля в плантацията си Хермитидж, но през декември 1817 година отново се връща към военна служба поради критичното засилване на безредиците по границата с Флорида. Тази кампания по-късно става известна като Първата война с племето семиноли. Той е назначен от Джеймс Монро да води военната кампания срещу племената семиноли и крийк, а също и да предотврати възможността Флорида да бъде убежище за избягали роби. По-късно се твърди, че при изпълнение на задачите Джаксън надвишава правата си, но Монро и обществото смятат задачите във Флорида за решаващи за съюза. Преди да предприеме действията Джаксън пише на Монро „Бях уведомен по различни пътища, че придобиването на Флорида е желано от Обединените щати и това ще стане за шестдесет дни.“
Доброволците от Тенеси, водени от Джаксън, са атакувани от семинолите, но това оставя техните селища без охрана и той ги изгаря заедно с реколтата. В проведеното от него разследване той намира писма, които доказват, че британците и испанците тайно подпомагат племената. Джаксън вярва, че докато Испания и Великобритания подтикват индианските племена за война, Съединените щати няма да са сигурни и поддържа тезата, че неговите действия са самозащита. Той завзема Пенсакола само с няколко предупредителни изстрела и изхвърля испанския губернатор. Пленява, разпитва и екзекутира двама британци, които снабдяват и консултират индианците. Действията на Джаксън предизвикват ужас у племената на семинолите поради своята безмилостност по време на битка.
Това създава международно напрежение и много служители в администрацията на Монро настояват Джаксън да бъде наказан. Той е защитен от Държавния секретар Джон Куинси Адамс. Когато испанският пълномощен министър настоява за „заслужено наказание“ за Джаксън, Адамс му отговаря „Испания трябва веднага да реши или да изпрати войски във Флорида, с които да даде адекватна защита на нейната територия …, или да предаде провинцията на Съединените щати, за да може да се упражнява собственост и контрол, нещо, което може би ще предизвиква раздразнение у някого“. Адамс използва завоеванията на Джаксън и слабостта на Испания, за да я убеди да продаде Флорида на Съединените щати (с договора Адамс – Онис), а Джаксън е назначен за първи губернатор на новата територия.

## Политическа кариера
При първото си кандидатиране за президент през 1824 Джаксън получава най-много гласове от популярния и електоралния вот в сравнение с останалите кандидати, но все пак броят на електоралните гласове е недостатъчен и затова се стига дотам, че президент трябва да бъде избран от Конгреса. В резултат за президент е избран Джон Куинси Адамс. Този избор е считан от мнозина за нечестен. Джаксън призовава за реформа на избирателната система и за изоставяне на Електоралното събрание. Загубата на Джаксън в голяма степен изчиства политическото му минало, защото голяма част от населението счита, че кандидатът на народа е ограбен от корумпираните аристократи от Изтока. При втория си опит през 1828 година той печели солидно мнозинство и е първият кандидат на Демократическата партия.

### Президентство
Джаксън е първият президент, който не е в кръга на първоначалните участници в революцията. Джордж Вашингтон, Джон Адамс, Томас Джеферсън и Джеймс Мадисън са забележителни участници във Войната за независимост и създаването на конституцията, Джеймс Монро се бие във Войната за независимост, Джон Куинси Адамс е син на Джон Адамс, т.е. изборът на Джаксън представлява значителна промяна.
Той също така е първият президент, който идва от щат, западно от Апалачите, и първият президент, избран от щат, където не е роден. Това са първите избори, при които много щати позволяват на хора да гласуват без са притежават земя, и те гласуват за Джаксън.
Джаксън се запомня и с въвеждането на системата „по заслуги“ в американската политика. След избирането му за президент много лица, заемащи държавни служби, се оказват заменени от поддръжници на Джаксън, работили в предизборната му кампания. Джаксън вижда в тази система подкрепа за демокрацията, тъй като повече хора се включват в политиката. Практиката намира горещ прием в политическите кръгове на Америка и се прилага. Наред с това Джаксън принуждава щатите да занижат ценза за придобиване на избирателни права като допълнителен способ за допускане на повече хора до демокрацията.

### Съпротива срещу Втората национална банка
Като президент Джаксън работи за снемането на правата на Втората банка на Съединените щати. Първата Национална банка на САЩ е създадена от Александър Хамилтън с цел организиране и контрол на федералните плащания. Тя е закрита с изтичането на срока на нейната харта през 1811 година. Президентът Джеймс Мадисън одобрява създаването на втора национална банка през 1816 г., която да решава икономическите проблеми, причинени от Войната през 1812 година. Нейната харта е със срок от 20 години. И двете банки са организирани по модела на Английската банка.
Джаксън смята банката за фундаментално неправилен монопол. Нейните активи се държат предимно от чужденци и според него тя може да упражнява нечестен контрол върху политическата система. Джаксън смята, че банката поддържа и увеличава богатството на елитарните кръгове на търговците и индустриалците за сметка на фермерите и работниците. Според него банката съществува, за да прави „богатите още по-богати, а имащите власт, още по-могъщи.“ Той обвинява банката, че отпуска заеми с намерения да повлияе върху изборите. В своя реч пред Конгреса през 1830 г., Джаксън призовава банката да бъде заменена с институция, която няма частни акционери и няма право да извършва сделки със земя. Единственото ѝ правомощие ще бъде да издава полици (менителници). Изказването разпалва сериозен дебат около подновяването на хартата на банката. По мнението на Джаксън банката трябва да бъде закрита, понеже:
- е противоконституционна;
- концентрира в себе си изключително голям обем от националната финансова сила;
- дава възможност на чуждестранни интереси да контролират правителството;
- упражнява твърде много контрол върху членовете на Конгреса;
- фаворизира североизточните щати, за сметка на южните и западните (сега средно западните);

Опозицията на Джаксън към банката се изразява и в лична неприязън към нейния председател Никълъс Бидъл.
След изключително противостоене Джаксън успява да премахне банката чрез налагане на вето за подкрепата ѝ от Конгреса и чрез оттегляне на фондовете на правителството от нея през 1833 година. Това се оказва пирова победа, тъй като кредитиращите функции на банката преминават към безброй малки щатски банки, което води до повишаване на цената на кредитите и до значителен брой спекулации, а от друга страна икономическият растеж не се ускорява. Сенатът излиза с критика към Джаксън от 27 март 1834 година за неговите действия по унищожаване на банката.

### Кризата на обезсилването
Друга известна криза по време на президентството на Джаксън е „кризата на обезсилването“ („кризата на отделянето“) от 1828 – 1832 година, която води до вътрешни противоречия и несъгласия относно търговските мита. Високите мита („ненавистните мита“) върху вноса на много от широко използваните стоки се разглеждат от южните щати като нечестно облагодетелстване на северните производители и индустриалци за сметка на купувачите на промишлените стоки, а това са преди всичко фермерите от Юга. Въпросът става особено наболял след като вицепрезидентът Джон Калхун се обявява в защита на искането на родния си щат Южна Каролина за анулиране на митата от 1829 година. Неговият по-общ възглед е, че не съдилищата или Конгресът, а щатите са крайни арбитри за конституционността на федералните закони, тъй като централното федерално правителство е творение на щатите. Оттук следва правото на щатите да анулират закони на Конгреса, ако те са срещу техните интереси. Въпреки че Джаксън симпатизира на интерпретацията на Юга в дебата около митата, той е силен привърженик на федерализма (силен съюз със силно централно правителство) – точно противоположно на идеите на Калхун, което води до разрив между двамата. Особено известен е инцидентът от 13 април 1829 година по време на годишния банкет на Демократическата партия в чест на Джеферсън, когато Джаксън извиква наздравица „Нашият федерален Съюз ТРЯБВА ДА БЪДЕ ЗАПАЗЕН“, което отправя директно предизвикателство към Калхун. Той отговаря с треперещ глас „След нашата свобода най-скъп ни е съюзът“.
Кризата е решена през 1833 година с компромисно съгласие, което води до намаление на митата, а това води до извода, че централното правителство е по-скоро слабо, когато се сблъсква със съпротивата на конкретен щат.

### Преместването на индианците
Джаксън е отявлен привърженик на преместването на индианците на запад и подписва нарочен закон за това. Законът за преместването не задължава всеки американски индианец да бъде преместен, а дава право на президента да води преговори за замяна на племенната земя на изток за западни земи, които са придобити при Покупката на Луизиана.
Законът за преместването на индианците е особено популярен в Юга поради постоянното нарастване на населението и откриването на злато в земята на чероките. Щатът Джорджия започва продължителни съдебни спорове с племената на чероките, чиято кулминация настъпва с решението на Върховния съд Уорчестър срещу Джорджия, в което се отсъжда, че щатът не може да налага законите си на земята на индианците.
Една част от чероките, водени от майор Ридж, договарят с администрацията на Джаксън Споразумението от Ню Екота, документ със спорна законност, отхвърлен от повечето членове на племето. Съгласно споразумението чероките подлежат на изселване в Индианската територия на запад от Мисисипи. Разпоредбите на договора са приложени стриктно от следващия президент Мартин Ван Бурен, което води до смъртта на хиляди чероки и името на договора е променено на Споразумението на сълзите.

### Опитът за покушение
На 30 януари 1835 година се извършва неуспешен опит за покушение срещу Джаксън на Капитол Хил. Това е първият опит за убийство срещу американски президент. Докато Джаксън напуска погребението на конгресмен от Южна Каролина, душевно болен мъж на име Ричард Лоурънс, безработен бояджия, изскача и стреля от упор. Пистолетът засича и преди някой да успее да реагира, убиецът вади втори пистолет, който по една щастлива случайност също засича. Вместо да напусне възможно най-бързо мястото, 67-годишният президент напада с бастуна си своя атентатор. Несъстоялият се убиец, който твърди, че Джаксън му е попречил да се възкачи на английския трон, впоследствие е оправдан поради невменяемост и изпратен в изгнание.

## Последни години
След оттеглянето си в плантацията в Хермитидж, Нашвил през 1837 година, Джаксън запазва силно политическо влияние. Макар и самият да е робовладелец, Джаксън твърдо подкрепя съюза и отказва да даде каквато и да било подкрепа на разговорите за отделяне на щати. Той умира на 8 юни 1845 година на 78-годишна възраст от хронична туберкулоза, воднянка и проблеми със сърцето. Последните му думи са „О, не плачете! Бъдете добри деца и всички ще се видим в Рая“.

## Личен живот
Джаксън бил висок 185 см. (6 фута и 2 инча) и е тежал само 64 килограма (140 паунда). Имал буйна червена коса, която към момента на встъпването му в длъжност на 61 години е напълно посивяла. Очите му са били сини и проницателни. Той е един от най-болнавите президенти, като страда от хронично главоболие, болки в корема и кашлица.
Жената на Джаксън, Рейчъл, умира от инфаркт два месеца преди началото на първия му мандат като президент. Предполага се, че се е развела с първия си съпруг – полковник Луис Робардс, но законността на развода е съмнителна и тя никога не бива приета във висшето общество. Джаксън дълбоко е ненавиждал атаките срещу доброто име на жена му, той убива Чарлз Дискън в дуел поради отправено от последния оскърбление. Той също бива ранен при дуела, като куршумът остава в тялото му, но е толкова близко до сърцето му, че никога не е изваден и му причинява силни болки през остатъка от живота му. Джаксън обвинява Джон Куинси Адамс за смъртта на съпругата си, защото той раздухва скандалите около семейството му по време на изборите 1828 година. Той смята, че това е ускорило смъртта ѝ и никога не му прощава. Твърди се, че[кой го твърди?] на смъртното легло на Рейчъл Джаксън казва „Може би Господ ще прости на Джон Куинси Адамс за това, което той ти направи, но аз никога.“ 
Джаксън има двама осиновени сина – Андрю Джаксън младши и Линкоя, сирак от племето Крийк, осиновен от Джаксън след края на Войната с племето Крийк. Линкоя умира на шестнадесетгодишна възраст, вероятно от пневмония. В завещанието си Джаксън оставя на внучката си няколко роби, а на всеки от двамата си внуци по един роб от мъжки пол, на своята снаха четири робини, едната от които е купил специално за нея, а другите три са домашни помощници.

## Памет
Множество населени места в САЩ носят името на Джаксън: градове Джаксънвил във Флорида и Северна Каролина, Джаксън в Луизиана, Мичиган, Мисисипи, Мисури и Тенеси; окръзи Джаксън каунти във Флорида, Илиноис, Мичиган, Мисисипи, Мисури, Охайо и Орегон. Въпреки че подкрепя правото на отделните щати да притежават роби като собственост, по-късно е приеман като философски предтеча на Конфедерацията и е изобразен на конфедералната банкнота от 1000 долара.

### Паметници
Сред мемориалите на Джаксън има четири идентични конни статуи на Джаксън от скулптора Кларк Милс, разположени на площад Лафайет в близост до Белия дом във Вашингтон, в Ню Орлеанс, в Нашвил пред Капитолия на Тенеси и в Джаксънвил, Флорида.

### Филми и биографии
Историята на съвместния живот на Рейчъл и Джаксън е разказана в биографичния бестселър на Ървинг Стоун от 1951 година с името „Дамата на президента“, който е превърнат във филм под същото заглавие, в който участват Сюзън Хейуърд, Чарлтън Хестън.

## Цитати
- Корпорациите нямат нито задник да го изриташ, нито душа да я прокълнеш.
- Един мъж със смелост прави мнозинство.
- Само едно, много проклето ограничено съзнание може да намери един– единствен начин за изписване на дума.
- Няма такова нещо като необходимо зло в правителството. Неговото зло съществува само в подтисничеството.
- Удоволствието не е да не правиш нищо, а да има да вършиш много неща, но нищо да не правиш.
- Всеки мъж си заслужава уважението, ако твърдо вярва в своята правота, но е необходимо да си малко повече от добър мъж, за да признаеш веднага и без уговорки своя грешка.
- Не знам за какво ставам, мога да командвам отряд мъже в техния труден път, но не ставам за президент.
- Нашият федерален съюз – трябва да бъде запазен.